# Popis registracijskih oznaka plovila u Latviji
Latvija ima dvanaest lučkih ispostava koje obuhvaćaju gradove na obali baltičkog mora.
Popis registracijskih oznaka lučkih ispostava:
| Lučka ispostava  | Kratica |
| ---------------- | ------- |
| Engure           | EE      |
| Liepāja          | LA      |
| Lielupe (rijeka) | LU      |
| Ventspils        | LVV     |
| Mersrags         | MR      |
| Povisosta        | PO      |
| Roja             | RA      |
| Riga             | RG, LVR |
| Skulte           | SE      |
| Salacgriva       | SG      |
| Ventspils        | VP      |